# Tanaka Kane

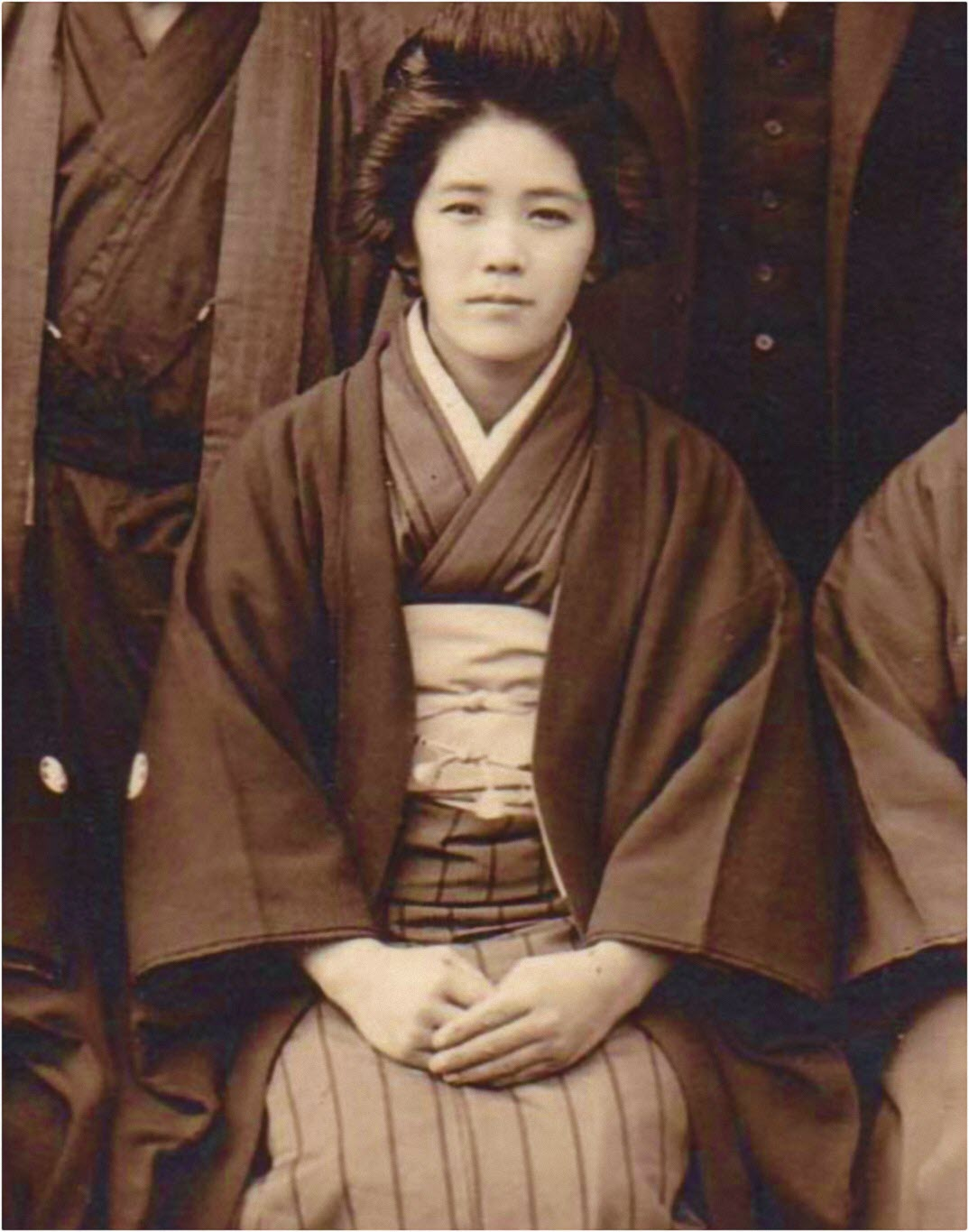
Tanaka Kane (ca. 1923)

Tanaka Kane (japanisch 田中カ子; * 2. Januar 1903 im Dorf Wajiro, Kreis Kasuya (heute Stadt Fukuoka), Präfektur Fukuoka als Ōta Kane; † 19. April 2022 in Fukuoka) war eine japanische Supercentenarian und die älteste Asiatin der Geschichte, deren Alter verifiziert werden konnte. Vom 22. Juli 2018 bis zu ihrem Tod war sie der älteste lebende Mensch. Sie ist der dritte Mensch, der nachweislich das 119. Lebensjahr vollendet hat. Hinter der Französin Jeanne Calment (122 Jahre und 164 Tage) belegt sie in der Liste der ältesten Menschen mit 119 Jahren und 107 Tagen den 2. Rang.

## Leben
Tanaka wurde 1903, ein Jahr vor dem Ausbruch des Russisch-Japanischen Krieges (1904–1905), als eines von neun Kindern, darunter drei Töchter, ihrer Eltern Kumayoshi und Kuma Ota in der Präfektur Fukuoka auf der Insel Kyūshū geboren. Tanakas Familie behauptet, dass sie eigentlich bereits am 26. Dezember 1902 geboren wurde und ihre Eltern die Geburtsanmeldung eine Woche hinauszögerten, weil sie sich nicht sicher waren, ob ihre kränkliche Tochter überleben würde. Tanaka war eine Frühgeburt. Ihre ersten neun Lebensjahre fallen noch in die Meiji-Zeit, die 1912 endete. Sie heiratete 1922 mit 19 Jahren ihren Cousin Hideo Tanaka, mit dem sie zwei Söhne und zwei Töchter hatte. Das Paar adoptierte während seiner Ehe noch eine dritte Tochter, die zweite Tochter von Hideos Schwester. Ihre älteste Tochter starb schon kurz nach der Geburt, ihre zweite Tochter starb 1947 im Alter von einem Jahr. Auch ihre Adoptivtochter starb früh, 1945 im Alter von 23 Jahren an einer Krankheit. Während des Zweiten Weltkriegs betrieb Tanaka mit ihrem Mann und ihrem Sohn ein Reiskuchen-Geschäft. Einer ihrer beiden Söhne kam gegen Ende des Krieges in sowjetische Kriegsgefangenschaft nach Sibirien. Mit 63 Jahren zog sie sich aus dem Geschäft zurück. Nachdem sie mit ihrer Cousine bereits deren Kinder und Enkel auf Hawaii besucht hatte, reiste sie in den 1970er Jahren erneut in die Vereinigten Staaten, wo auch viele ihrer Nichten und Neffen lebten. An diese Reise nach Kalifornien und Colorado erinnerte sie sich noch sehr gut.
2005, mit 102 Jahren, zog sie in das Pflegeheim „Gute Zeit“ in Higashi-ku in der Stadt Fukuoka. Sie war nie ernsthaft krank; mit 103 Jahren wurde bei ihr Dickdarmkrebs diagnostiziert, der operativ behandelt wurde. Seitdem erfreute sie sich guter Gesundheit. Sie benutzte ein Hörgerät. Als sie 107 Jahre alt war, schrieb ihr zweiter Sohn ein Buch über ihr Leben und ihre Langlebigkeit.
Auch mit 115 Jahren unternahm sie mit Hilfe eines Rollators kurze Spaziergänge in den Gängen ihres Heimes. Sie schrieb gern Gedichte und spielte jeden Tag mit Mitarbeitern ihres Heims das Brettspiel Othello, in dem sie sehr gut war. Des Weiteren lernte sie gern und nahm einmal pro Woche am Mathematikunterricht teil. Sie aß fast drei Mahlzeiten pro Tag, wobei sie keine Vorlieben oder Abneigungen hatte. Aber sie mochte süße Dinge und trank jeden Tag drei Getränkedosen aus, darunter Dosenkaffee, Energydrinks und kohlensäurehaltige Getränke. Als Gründe für ihre Langlebigkeit gab sie Familie, Schlaf, Hoffnung und Gottesglaube an (Tanaka war konvertierte Christin). Im Jahr 2018 sagte sie, auf das Sterben bzw. den Tod „überhaupt keine Lust“ zu haben.
Die Gerontology Research Group verifizierte ihr Alter schon früh. Am 24. März 2017 kam sie auf die Liste der 100 ältesten Menschen, ab dem 3. Oktober 2017 gehörte sie zu den 50 ältesten Menschen. Am 19. September 2020 übertraf sie das Alter von Nabi Tajima, rückte damit auf Platz 3 vor und ist seitdem der älteste bekannte asiatische Mensch der Geschichte. Seit dem Tod Mitsue Toyodas am 25. August 2016 gehörte Tanaka zu den zehn ältesten lebenden Menschen mit verifiziertem Alter. Unter den drei ältesten Lebenden war sie seit dem Tod Tajimas am 21. April 2018. Ab dem Todestag Giuseppina Projettos, dem 6. Juli 2018, war sie die zweitälteste lebende Person, und nach dem Tod Chiyo Miyakos am 22. Juli 2018 wurde sie der älteste lebende Mensch der Welt. Damit war sie nach Tajima und Miyako bereits die dritte Japanerin in Folge, die diesen Titel trug. Das hatte es vorher nur bei US-Amerikanerinnen gegeben. Ferner war Tanaka der erste Mensch nach Jeanne Calment, der den Titel länger als zweieinhalb Jahre hielt.
Am 9. März 2019 wurde ihr der Titel „ältester lebender Mensch“ durch das Guinness-Buch der Rekorde offiziell verliehen. Am 2. Januar 2021 wurde sie die dritte Person der Geschichte, die nachweislich das Alter von 118 Jahren und somit eine Lebensspanne von über 43.000 Tagen erreicht hatte.
Für den 11. Mai 2021 war Tanakas Teilnahme am olympischen Fackellauf zu den Olympischen Sommerspielen in Tokio geplant. Aus Sorge, sie damit einer Ansteckung mit SARS-CoV-2 auszusetzen, zogen ihre Angehörigen die Zusage Ende April 2021 zurück.
Zuletzt konnte Tanaka nicht mehr sprechen.
Am 19. April 2022, zehn Tage nachdem Tanaka Kane die zweitälteste verifizierte Person der Geschichte geworden war, starb sie in einem Krankenhaus in Fukuoka. Ihr Tod wurde sechs Tage später, am 25. April 2022, bekannt gegeben. Durch Tanakas Tod wurde Lucile Randon zum ältesten lebenden Menschen.